# El Cenizo (Teksas)
El Cenizo – jednostka osadnicza w Stanach Zjednoczonych, w stanie Teksas, w hrabstwie Starr.